# Robin Chassagne
Robin Chassagne (Rouen, 27 marzo 1962 – Le Bouscat, 17 ottobre 2021) è stato un astronomo francese.
Il Minor Planet Center gli accredita la scoperta dell'asteroide 93102 Leroy effettuata il 27 settembre 2000 in collaborazione con Christophe Demeautis.
Gli è stato dedicato l'asteroide 15037 Chassagne.